# Sargassum
Sargassum is een geslacht van in zee levende bruinwieren. De wetenschappelijke naam van het geslacht werd in 1820 gepubliceerd door Carl Adolph Agardh. De typesoort van het geslacht is Fucus baccifer (Turner) C. Agardh, die tegenwoordig wordt beschouwd als synoniem van Sargassum natans (Linnaeus) Gaillon. Volgens Strasburger omvat het geslacht ongeveer 250 soorten. In de Algaebase database worden zelfs 359 soortnamen geaccepteerd.
Verschillende soorten kunnen uitgroeien tot enorme drijvende kolonies van wieren waarin vele dieren hun thuis vinden. Dergelijke drijvende velden spelen een rol als broedkamer van verschillende dieren, zoals jonge zeeschildpadden en kogelvissen. Verschillende soorten worden gebruikt in de bio-industrie om er ethanol uit te winnen.

## Beschrijving

### Vorm
De grootte van de algen varieert tussen de 10 centimeter en meer dan 2 meter, exemplaren tot 16 meter zijn zelden waargenomen. Van een schijfvormige of kegelvormige wortelstok ontstaan een of enkele steeltjes tot afgeplatte stengels (cauloïden), die tussen de één en twintig centimeter lang kunnen worden. Jaarlijks schieten deze zijscheuten van 10 cm tot ruim 2 meter lang en worden aan het einde van het groeiseizoen afgeworpen. De primaire takken zijn tweelijns of wervelend op de cauloïde, zijn rond, driehoekig of afgeplat en twee- of drielijns of wervelend. De onderste (proximale) zijtakken kunnen op hun beurt vertakt of onvertakt zijn en zijn vaak bladvormig, maar ten minste afgeplat, en (1–) 3–15 (–25) mm breed. Als ze bladvormig zijn (phylloïden), kunnen ze heel of getand zijn. De meeste soorten vormen zwemblazen (pneumatocysten), die de plaats kunnen innemen van blaadjes of in de oksels van de phylloïden kunnen zitten. Deze zijn eivormig tot bijna bolvormig en kunnen puntig en/of gesteeld zijn.

### Voortplanting
De golfstaven kunnen een- of tweehuizig zijn, met gesegregeerde of hermafrodiete receptacula, die in de oksels worden gevormd door zijtakken van de eerste of tweede orde (phylloïden of pinakels). Ze zijn meestal in vertakte clusters, zelden afzonderlijk. De conceptacula op het oppervlak rijpt van onder naar boven, terwijl de receptaculum aan de bovenkant blijft groeien. De receptacula kan rond of afgeplat zijn met een glad, wratachtig of stekelig oppervlak.

### Anatomie
De cauloïden en hun takken bestaan uit een merg van langwerpige cellen (hoewel isodiametrisch in het midden) omgeven door een meristoderm dat plastiden bevat. De lengtegroei is gebaseerd op een driekantige apicale cel, die in de punt van de scheut is verzonken.

## Voorkomen
Sargassum is wereldwijd wijdverspreid in de tropische en warmere zeeën. De meeste soorten nestelen zich stevig voor de kust (benthisch) (af en toe kunnen gescheurde takken in zee drijven). Langs de kust vormen ze Sargassum-bossen (kelpbos), die een bijzondere habitat bieden voor kleine krabben, wormen en andere zeedieren. Aangenomen wordt dat een aanzienlijk deel van de primaire productie van biomassa in deze algenbossen plaatsvindt.
Sinds 2011 komt het Sargassum-zeewier steeds vaker voor in de Atlantische Oceaan, dat uitgroeit tot een echte plaag en in 2018 riepen sommige eilanden de noodtoestand uit. In 2019 bereikte het bruine algentapijt, door onderzoekers aangeduid als de "Great Atlantic Sargassum Belt", zijn maximale lengte tot nu toe. Het strekt zich uit van West-Afrika tot het Caribisch gebied en bestaat uit naar schatting 20 miljoen ton zeewier. Overbemesting en het kappen van het Amazoneregenwoud worden verondersteld de oorzaak te zijn.
Het geslacht omvat ook twee zuiver pelagische of planktonische soorten (Sargassum natans en Sargassum fluitans). Deze drijven vrij in het oppervlaktewater, bijvoorbeeld in de Sargassozee, die genoemd is naar de Sargassum. Hun reproductie vindt alleen vegetatief plaats door het uiteenvallen van het thallus.

## Soorten
- Sargassum acinarium (Linnaeus) Setchell: in de warme en gematigde oostelijke Atlantische Oceaan (Canarische Eilanden, West-Afrika), de Middellandse Zee, de Caraïben en de Indische Oceaan
- Sargassum bermudense Grunow: in het Caribisch gebied
- Sargassum dentifolium (Turner) C.Agardh: in de Indische Oceaan (Perzische Golf, Rode Zee, voor Somalië)
- Sargassum desfontainesii (Turner) C.Agardh: in het warme en gematigde oostelijke deel van de Atlantische Oceaan (Azoren, Madeira, Canarische eilanden, Marokko)
- Sargassum elegans Suhr: in de Zuidoost-Atlantische Oceaan (Zuid-Afrika) en de Indische Oceaan (Zuid-Afrika, Mozambique)
- Sargassum fissifolium (Mertens) C.Agardh: in de warme en gematigde Oost-Atlantische Oceaan (Canarische Eilanden) en Australië
- Sargassum fluitans (Børgesen) Børgesen: in het Caribisch gebied en de westelijke Stille Oceaan (Filipijnen)
- Sargassum grevillei J.Agardh: in de Indo-Pacific (Indonesië, India, Thailand, Maleisië)
- Sargassum ilicifolium (Turner) C.Agardh: in de Indo-Pacific, Fiji-eilanden, Australië en de Indische Oceaan
- Sargassum incisifolium (Turner) C.Agardh: in de Indische Oceaan en het zuidoosten van de Atlantische Oceaan (Zuid-Afrika)
- Sargassum muticum (Yendo) Fensholt – Japans bessenwier: oorspronkelijk afkomstig uit Japan, zeer invasief, nu geïntroduceerd in grote delen van de Noordoost-Atlantische Oceaan (ook in de Noordzee), de Middellandse Zee en de Noordelijke Grote Oceaan
- Sargassum natans (L.) Gaillon
- Sargassum oligocystum Montagne: in het noordwesten van de Stille Oceaan, Indo-Pacific, eilanden in de Stille Oceaan en Australië
- Sargassum platycarpum Montagne: in de warme oostelijke Atlantische Oceaan (Canarische Eilanden, Kaapverdië), in het Caribisch gebied en voor Brazilië
- Sargassum polyceratium Montagne: in het Caribisch gebied, het zuidwesten van de Atlantische Oceaan (Brazilië) en het westen van de Stille Oceaan (Filipijnen)
- Sargassum tenerrimum J.Agardh: in het noordwesten van de Stille Oceaan, de Indische Oceaan, de Indische Oceaan en Australië
- Sargassum vulgare C.Agardh: wijdverspreid in de Noordoost-Atlantische Oceaan (Portugal, Spanje tot de Canarische Eilanden), de Middellandse Zee, het Caribisch gebied, de Zuidoost-Atlantische Oceaan (West-Afrika), de West Pacific (Filipijnen) en de Indische Oceaan